# Now That's What I Call Quite Good
Now That's What I Call Quite Good foi um pós-dissolução Greatest hits de The Housemartins. Foi lançado em 1988.[carece de fontes?] Bem como os singles, a coletânea inclui faixas do álbum vários B-sides e gravações de sessões de rádio. Ele inclui muitos encartes humorísticos da banda, incluindo as vendas da Nova Zelândia, gráficos e estatísticas, e a música Caravan of Love.

## Lista de faixas
1. "I Smell Winter" – 3:23
2. "Bow Down" – 3:01
3. "Think for a Minute" – 3:29
4. "There Is Always Something There to Remind Me" (John Peel Session 4 de novembro de 1987) – 3:30
5. "The Mighty Ship" – 1:50
6. "Sheep" – 2:16
7. "I'll Be Your Shelter (Just Like a Shelter)" – 4:46
8. "Five Get Over Excited" – 2:41
9. "Everyday's the Same" – 2:56
10. "Build" – 4:48
11. "Step Outside" – 4:13
12. "Flag Day" – 3:32
13. "Happy Hour" – 2:22
14. "You've Got a Friend" – 3:30
15. "He Ain't Heavy, He's My Brother"  (Capital Radio Session 13 de março de 1986) – 2:47
16. "Freedom"  (Janice Long Session 6 de novembro de 1985) – 3:27
17. "The People Who Grinned Themselves to Death" – 3:30
18. "Caravan of Love" – 3:39
19. "The Light Is Always Green" – 3:58
20. "We're Not Deep" – 2:15
21. "Me and the Farmer" – 2:54
22. "Lean on Me" – 4:27
23. "Drop Down Dead"  (John Peel Session 21 de julho de 1985) – 3:01
24. "Hopelessly Devoted to Them" – 2:10